# Schnittholz

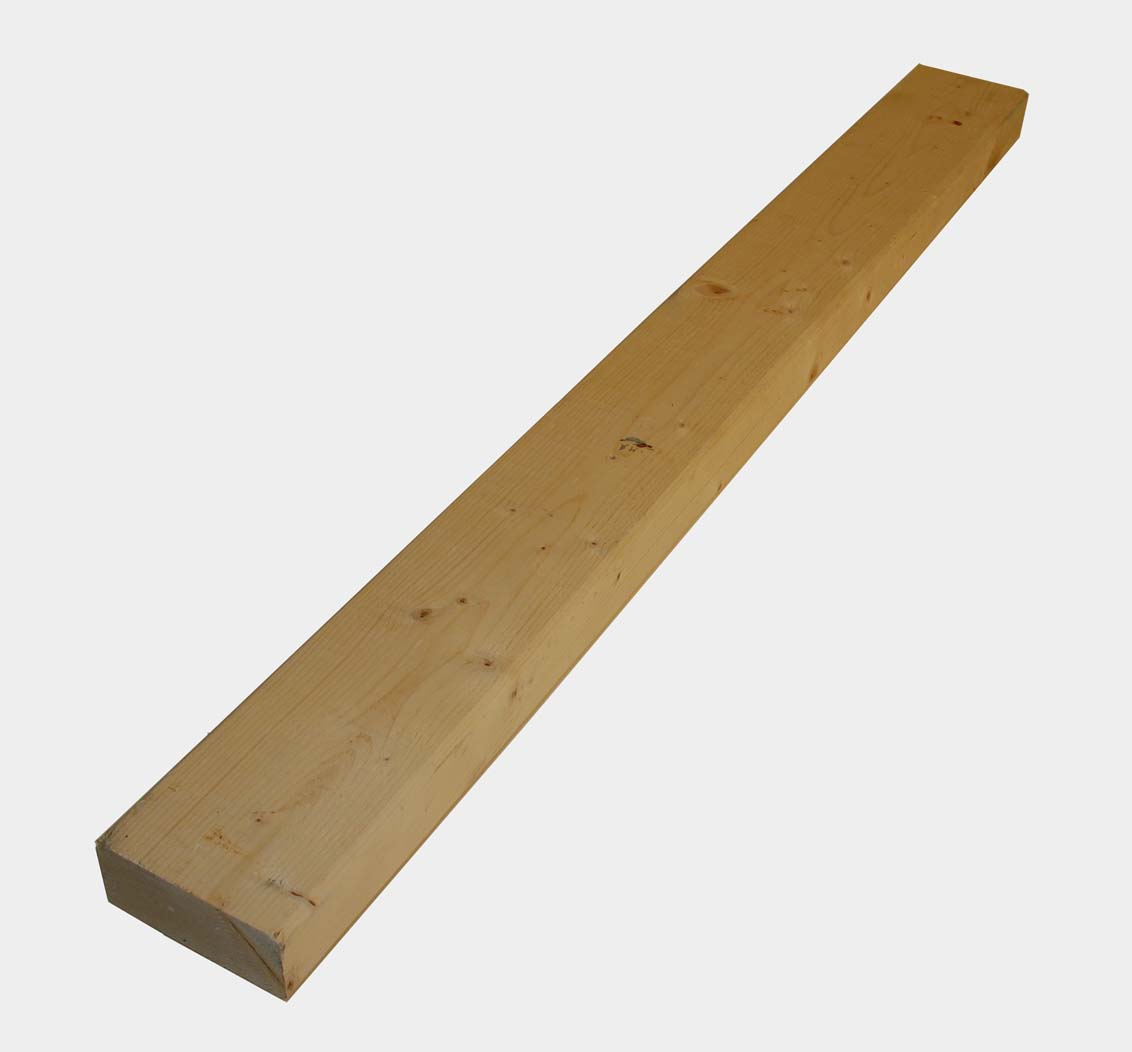
Ein Stück Schnittholz

Schnittholz ist ein Holzerzeugnis von wenigstens 6 mm Dicke, das durch Sägen von Rundholz parallel zur Stammachse hergestellt wird. Es kann scharfkantig sein oder Baumkanten aufweisen. Als Sammelbegriff bezeichnet der Terminus unter anderem Balken, Holzbretter, Leisten und Furniere.
Das frisch eingeschnittene Holz (als genormtes Produkt nach DIN 68252 Begriffe für Schnittholz, Form und Maße) besitzt zunächst noch keine bauaufsichtliche Zulassung für die Verwendung als Bauholz (als Bauschnittholz) für tragende oder aussteifende Zwecke. Hierfür muss es zunächst auf eine Holzfeuchte von max. 20 % getrocknet (um Krümmung und Schwindrisse beurteilen zu können) und dann anhand der in der DIN 4074 festgelegten Kriterien nach der Tragfähigkeit sortiert werden. Einige dieser Sortierkriterien sind z. B. die Lage und Größe von Ästen, die Art, Lage und Tiefe von Rissen, sowie die Faserneigung (die Holzfasern sollten möglichst parallel zur Längsachse des Holzquerschnitts verlaufen). Nur Holz, das die Sortierkriterien erfüllt, darf für tragende oder aussteifende Zwecke am Bau verwendet werden.

## Formate
Je nach Verwendung können den Erzeugnissen verschiedene Normen mit unterschiedlichen Maßdefinitionen zugrunde liegen:
|                 | DIN 68252        | DIN 68252 | DIN 4074 (für Bauholz) | DIN 4074 (für Bauholz) | typische oder traditionelle Maße | typische oder traditionelle Maße |
| Art             | Dicke d          | Breite b  | Dicke d                | Breite b               | Dicke d                          | Breite b                         |
| --------------- | ---------------- | --------- | ---------------------- | ---------------------- | -------------------------------- | -------------------------------- |
| Balken          |                  |           |                        |                        | > 60 mm                          | ≳ 200 mm                         |
| Kantholz        | ≥ 60 mm          | ≤ 3*d     | > 40 mm                | d ≤ b ≤ 3*d            | ≥ 60 mm                          | 60–180 mm                        |
| Bohle           | > 40 mm          | ≥ 2*d     | > 40 mm                | ≥ 3*d                  |                                  |                                  |
| Diele *         |                  |           |                        |                        | 30–50 mm                         | ≥ 2*d bzw. ≳ 80 mm               |
| Brett           | 8 mm ≤ d ≤ 40 mm | > 80 mm   | ≤ 40 mm                | ≥ 80 mm                |                                  |                                  |
| Latte           | (A ≤ 32 cm²)     | ≤ 80 mm   | ≤ 40 mm                | < 80 mm                | 18–40 mm                         | 48–60 mm                         |
| Leiste          |                  |           |                        |                        | 3 .. < 16 mm                     | < 80 mm                          |
| Furnier         |                  |           |                        |                        | < 3 mm                           | ≥ 80 mm                          |
| Sägefurnier     |                  |           |                        |                        | 1,5–10 mm                        | ≥ 80 mm                          |
| Furnierstreifen |                  |           |                        |                        | < 3 mm                           | < 80 mm                          |

### Veraltete Formatbezeichnungen
Eine veraltete Bezeichnung für Schnittholz mit Dicke 5–18 mm ist Dickte.

## Schnitte
Als rechte Seite wird die der Mitte (dem Kern) des ursprünglichen Stammes zugewandte Seite eines Bretts bezeichnet. Auf der rechten Seite liegen die Jahresringe enger zusammen. Beim Trocknen verformt sie sich konvex. Die linke Seite ist die ursprünglich zur Borke des Stammes weisende Seite. Sie verformt sich beim Trocknen konkav. Die Jahresringe liegen weiter auseinander. Einige Jahresringe können eine breite Fladerung aufweisen.

### Säumig, vollkantig und geschwartet
vollkantig
nennt man Schnittholz, das saubere Schnittkanten hat; dabei werden mehrere Schnittklassen unterschieden.
säumig oder baumkantig
nennt man Schnittholz, das noch Teile der Rundung zeigt, man spricht von Waldsaum, Waldkante oder Baumkante.
geschwartet
nennt man den Stamm, nachdem eine Außenrundung auf einem Teil des Umfangs entfernt wurde. Den verworfenen Abschnitt nennt man Schwarte, er ist recht wertlos.
Daneben unterscheidet man bei Kernholz noch vollkantig-splintfrei, wenn die Kante auch frei vom minderwertigeren, außenliegenden Splint ist.

### Schnittarten

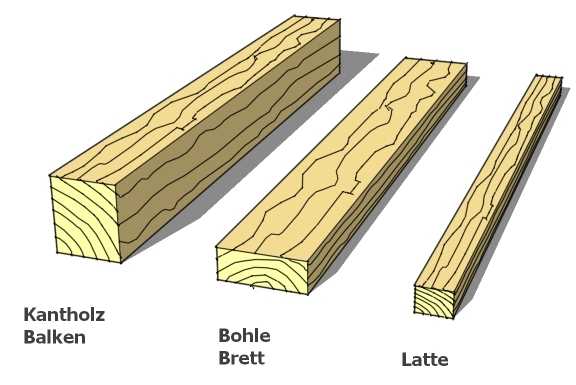
Verschiedene Schnittarten:
Die Jahresringe des linken Balkens verlaufen wie bei einem Viertelholz, die Jahresringe der mittleren Bohle wie bei einem Halbholz

Ein aufwändiger Rift- oder Quartierschnitt. Der Stamm wird in acht gleiche Segmente geschnitten. Bretter und Bohlen werden dann parallel zu den langen Seiten der Achtelstücke geschnitten, um überwiegend stehende Jahresringe zu erhalten. Man erhält schmalere, aber verwindungsärmere Bretter und Bohlen mit gleichmäßigerer Oberfläche als im einfachen Gatterschnitt.

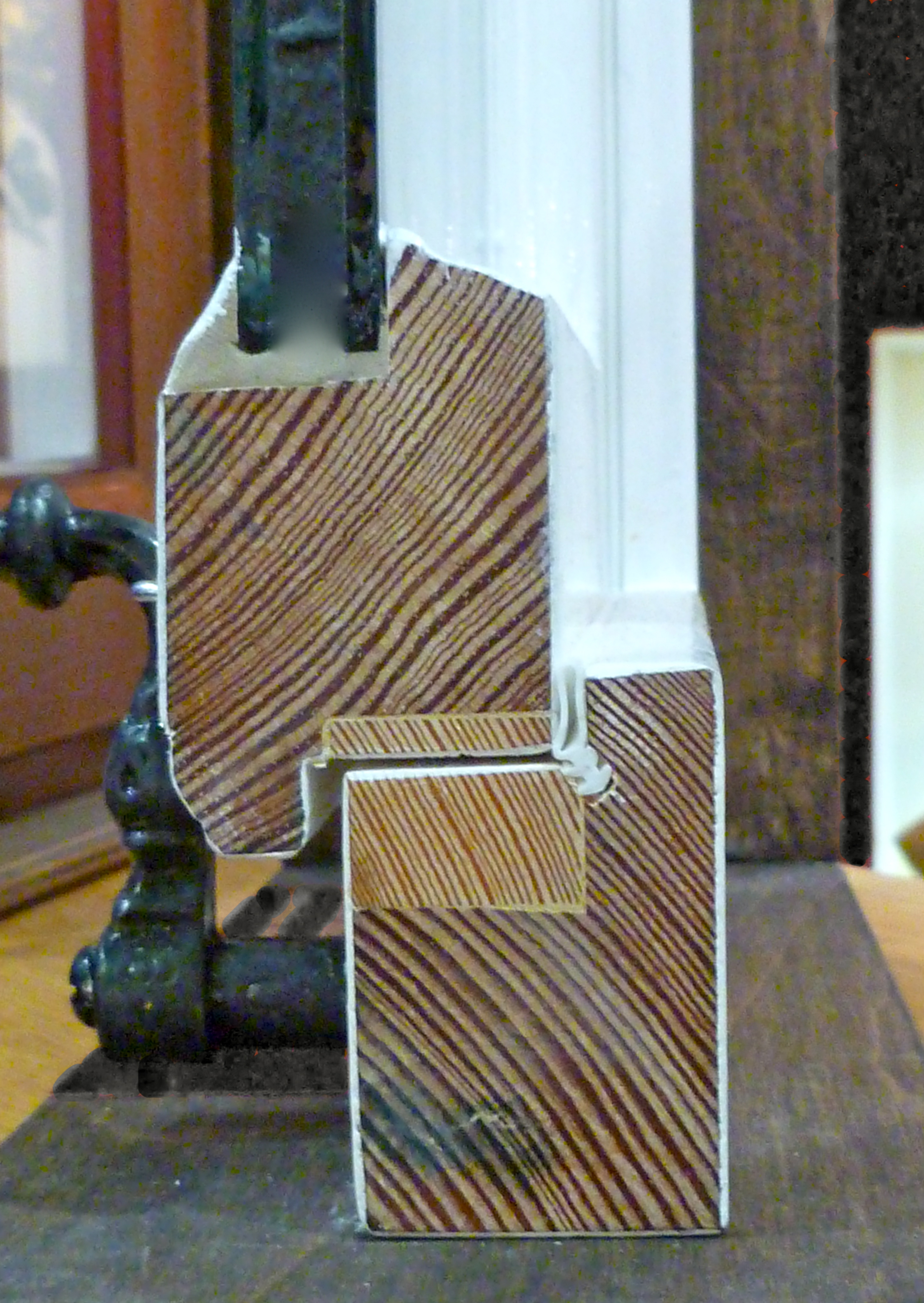
Die Jahresringe der historischen Kanteln treffen mindestens im 35°-Winkel auf die Kante, in der Regel aber steiler.

Ganzholz
Der volle Querschnitt wird genutzt, vollkantig oder baumkantig, auch splintfrei. Ganzholz ist annähernd quadratisch bis zum Querschnitt der größten Tragfähigkeit als liegender Balken ohne seitliche Führung (1:√2 ≈ 1:1,4). Es ist hauptsächlich für Balken oder starkes Kantholz üblich. Bei einstieligem Einschnitt erhält das Rundholz nur einen einzigen Balken. Aus dem Restquerschnitt geschnittene Bohlen, Bretter und Leisten werden als Seitenware bezeichnet.
Halbholz
Das Rundholz wird in zwei Teile kerngetrennt. Für Balken, Bohlen und anderes Kantholz, übliches Format liegt zwischen 5:7 bis 5:10 (1:2). Früher beliebt im Zimmerhandwerk, weil es einen guten Kompromiss zwischen Stabilität, Ruhe und Preis darstellt, heute oft durch Leimbinder ersetzt.
Kreuzholz oder Viertelholz
Viertelung – von Kreuzholz spricht man nur, wenn das so hergestellte Schnittholz eine Querschnittsfläche von mehr als 32 cm² hat (also stärker als eine Holzlatte ist)
Rahmen
mindestens 6 Stück kerngetrennt aus einem Rundholzstamm erzeugt, ebenfalls stärker als eine Latte.
Die ersten drei Schnittarten fasst man im Zimmereigewerbe als Verbandholz zusammen, feinere Unterteilungen als Schnittware.
Mittelholz, Kernholz, Herzbretter
Mittelbretter werden aus der Mitte des Stammes geschnitten und haben weitgehend stehende Jahresringe, sofern der Kern des Baumes herausgetrennt wird. Das mittlere Brett wird auch als Herzbrett bezeichnet. Um die Aufwölbung beim Trocknen zu begrenzen, werden Mittelbretter meist aufgeschnitten und neu zusammengefügt.
Seitenbretter, Schwarten
Alle weiter außen liegenden Bretter werden als Seitenbretter bezeichnet. Schwarten haben nur eine durchgehende gerade Fläche. Die Rückseiten der Schwarten sind nicht besäumt, d. h. sie bestehen aus der rohen Außenfläche des ursprünglichen Stamms.

### Einschnittarten
Einfachschnitt, Scharfschnitt, Brettschnitt, Dielenschnitt oder Gatterschnitt
Zerlegen des Stammes in etliche Bretter oder Dielen, entweder direkt gegattert und dann einzeln gesäumt (ergibt die höhere Ausbeute) oder der Baum beidseitig geschwartet und dann in Bretter gleicher Breite zerlegt (heute üblicher, schnellerer Weg).
Fladerschnitt, Cantibay-Schnitt
Zunächst werden etwa 40 % des Rundholzes im Einfachschnitt zerlegt. Der verbleibende Querschnitt wird um 60 Grad gedreht und zu rund 60 % aufgesägt. Zuletzt wird das verbliebene dreieckige Segment des Rundholzes aufgesägt.
Herzdielenschnitt, Spiegelschnitt
Es wird eine Herzdiele aus der Mitte des Stammes geschnitten. Die verbleibenden Hälften werden liegend zerteilt. Man erhält Bretter und Bohlen mit überwiegend stehenden Jahresringen.
Quartierschnitt oder Rift 
Hier wird eine Diele direkt aus dem Kern oder zwei Dielen am Kern geschnitten, die stehende Jahresringe haben. Diese Dielen sind besonders belastbar, maßhaltig und verwinden sich wenig.
Bretter dieses Schnitts sind besonders hochwertig und werden z. B. für den Riemenboden (Schiffsboden) oder den Instrumentenbau (Saiteninstrumente, Orgelpfeifen) verwendet.
Der Begriff Spiegelschnitt kommt daher, dass dieser Schnitt die Holzstrahlen mehr oder weniger der Länge nach trifft und diese als sogenannte „Spiegel“ erscheinen.
Im Schiffbau werden auf diese Weise geschnittene Planken „wagenschott geschnitten“ genannt.
Als Rift gelten Bretter mit stehenden Jahresringen, die nicht flacher als 60° zur breiten Seite des Brettes stehen.

## Normen und Standards

### Deutschland (und teilweise Österreich)
- DIN 4074-1 (2003-06) Sortierung von Holz nach der Tragfähigkeit – Teil 1: Nadelschnittholz.
- DIN 4074-5 (2003-06) Sortierung von Holz nach der Tragfähigkeit – Teil 5: Laubschnittholz.
ist auch als ÖNORM DIN 4074-x für Österreich verbindlich

Hier werden die Sortierklassen S7 (geringe Tragfähigkeit), S10 (rote Markierung) und S13 (blaue Markierung) für visuell sortiertes Holz vorgesehen. Maschinell sortiertes Holz wird entsprechend als C16M, C24M oder C30M gekennzeichnet.
- DIN 68252-1 Begriffe für Schnittholz, Form und Maße.

### Nordamerika (USA und Kanada)
- American Softwood Lumber Standard PS-20[8]
- NHLA Rules for the Measurement and Inspection of Hardwoods and Cypress[9]

## Wirtschaftliche Bedeutung
Mehr als die Hälfte des in Deutschland geschlagenen Waldholzes wandert in die Sägeindustrie. Die wichtigsten Branchen für die Nutzung von Schnittholz sind die Bau- und Möbelindustrie. Hauptabsatzmärkte für den Einsatz von Holzprodukten im Baubereich (Hochbau) stellen die Segmente Neubau (Holzgebäude), Modernisierung (Baumaßnahmen an bestehenden Gebäuden) und der Innenraumbereich (Fußböden) dar. 2003 lag der Verbrauch an Schnittholz im Hochbau bei ca. 13 Mio. m³.

## Wortableitungen
Der Begriff Brett bezeichnet ein langes Stück eher lang (und längs der Faser) geschnittenes Holz.
- Fensterbrett – heute meist aus Faserwerkstoff mit Melaminüberzug oder Stein, Kunststein
- Griffbrett – an der Gitarre
- Bretterbude – ein im Vergleich zu einem gemauerten Bau schnell und weniger dauerhaft errichtetes Gebäude, überwiegend aus Holz
- Bretterverschlag – noch schneller, kleiner.
- Bretterdörfer – informelle Siedlungen aus Holzhäusern in Wien errichtet ab 1918 und bis 1960 existierend.[12]
- Bretterzaun – heute auch aus kunststoffüberzogenem Aluminiumprofil nachgebildet.
- Schachbrett, Spielfeld, dass aus jeweils 32 hellen und dunklen Quadraten zusammengefügt wurde.